# Roddy Doyle
Pour les articles homonymes, voir Doyle.
Roddy Doyle, né le 8 mai 1958 à Dublin, est un écrivain irlandais. Il écrit des romans, des pièces de théâtre et des scénarios de films, principalement en anglais d'Irlande (Hiberno-English). Plusieurs de ses livres ont été transposés au cinéma.

## Biographie
Il grandit à Kilbarrack, un quartier populaire situé au nord de Dublin. Il fait ses études à l'University College Dublin. Il enseigne l’anglais et la géographie avant de se consacrer entièrement à l'écriture à partir de 1993.
En 2022, il est sélectionné pour le prestigieux prix suédois, le Prix commémoratif Astrid-Lindgren.

## Thèmes
Roddy Doyle utilise l'image de la « négritude » irlandaise, et plus exactement de la "négritude blanche" lorsque l'un de ses personnages, dans la trilogie de Barrytown, déclare I'm black and I'm proud. Il exploite ainsi un effet comique (celui du "masque" noir porté par un homme blanc) tout en introduisant un discours plus politique sur le passé social irlandais (l'ère coloniale) et l'actualité ouvrière de l'île. Il semble ainsi partager les préoccupations anti-coloniales du nationalisme irlandais tout en en faisant une chose comique. Autrement dit, il affiche sa sympathie avec la condition ouvrière irlandaise tout en se jouant d'un discours convenu sur celle-ci. Certains critiques ont voulu voir dans cette double approche un héritage du style joco-serious de James Joyce.
Le romancier fait aussi un usage du comique oral. Tout en s'appuyant sur la culture orale des quartiers ouvriers de Dublin, il semble renouer avec la matière même de la tradition irlandaise : l'oralité populaire. Le contenu et la lexicalité (on y parle de crises personnelles dans un langage cru) ne sont pas sans rappeler les chants traditionnels gaéliques que les femmes chantaient pendant qu’elles gardaient les vaches ou qu’elles foulaient la laine (òran-luaidh). En effet, ce n’est qu’avec le XIXe siècle que le puritanisme religieux s’est insinué dans la culture populaire irlandaise et écossaise. Or Roddy Doyle souhaite démonter ce cliché de l'Irlande catholique, sexiste et puritaine. L’usage des jurons de ses personnages, par exemple, n’est pas sexualisé (contrairement à ce qu’on observe dans les traductions françaises). Il est probable toutefois que son usage de l'anglais irlandais ne reflète simplement que l'usage profane de l'anglais irlandais oral, mais dans un style qui magnifie la gouaille de ses personnages.

## Œuvres

### Romans
- La Trilogie de Barrytown
  - Les Commitments (The Commitments, 1987, adapté au cinéma en 1991). Un groupe de jeunes Dubliners, mené par Jimmy Rabitte Jr, décide de former un groupe de musique soul dans la tradition de James Brown. (Traduction française d'Isabelle D. Philippe, Robert Laffont, 1996)
  - The Snapper (1990, adapté au cinéma en 1993). Lors d'une soirée bien trop arrosée, la sœur de Jimmy, Sharon, a des relations sexuelles avec un voisin de l'âge de son père et tombe enceinte. Elle est déterminée à garder l’enfant mais refuse de donner l’identité du père à sa famille.
  - The Van (1991, adapté au cinéma en 1997). Le livre a été finaliste pour le Booker Prize. Le père de Jimmy est licencié en même temps que son ami Bimbo. Ils décident ensemble de devenir marchands de frites dans une camionnette dans les rues de Dublin.
- Paddy Clarke Ha Ha Ha (1993) Vainqueur du Booker Prize 1993. C’est l’histoire d’un enfant d’une dizaine d’années dans les rues de Dublin.
- L'histoire de Paula Spencer
  - La femme qui se cognait dans les portes (The Woman Who Walked Into Doors) (1996) raconte la vie d’une femme battue qui malgré la violence de son mari le défend, utilisant l’excuse donnant son nom au titre de l’ouvrage pour expliquer ses fréquents bleus.(Traduction française d'Isabelle D. Philippe, Robert Laffont, 1997)
  - Paula Spencer (2006) (Traduction française d'Isabelle D. Philippe, Robert Laffont, 2012)
- La trilogie The Last Round-Up
  - La légende d'Henri Smart (A Star Called Henry) (1999) – la biographie d’un jeune homme embarqué dans l’insurrection de Pâques en 1916 à Dublin.
  - Oh, Play That Thing! (2004)
  - The Dead Republic (2010)
- (en) Click, 2007Écrit avec Linda Sue Park, David Almond, Eoin Colfer, Deborah Ellis, Nick Hornby, Margo Lanagan, Gregory Maguire, Ruth Ozeki et Tim Wynne-Jones (en).
- Two Pints (2012)
- The Guts (2013)
- Smile (2017)
- Love (2020)

### Nouvelles
- The Slave
- Not Just For Christmas (1999)
- Life without children (2022)

### Autres
- Rory and Ita (2002)

L'auteur publie régulièrement ses nouvelles dans le journal multiculturel irlandais Metro Éireann dont la dernière en date se nomme Community Manager[réf. nécessaire].

### Ouvrages collectifs
- Finbar’s Hotel, London, Picador, Dublin, New Island Books, 1997. En collaboration avec Jennifer Johnston, Anne Enright, Dermot Bolger, Joseph O'Connor, Colm Toibin et Hugo Hamilton.

### Théâtre
- Brown Bread (1987)
- War (1989)

### Scenarios
- Family (1994)
- When Brendan Met Trudy (2000)

### Littérature enfantine
- The Giggler Treatment (2000)
- Rover Saves Christmas (2001)
- The Meanwhile Adventures (2004)
- Wilderness (2007)
- Her Mother's Face (2008)
- A Greyhound of a Girl (2011)

### Œuvres traduites en français
- Paddy Clarke, ha, ha, ha, [« Paddy Clarke, ha, ha, ha »], trad. de Léon Mercadet, Paris, Éditions Robert Laffont, coll. « Pavillons », 1994, 307 p.  (ISBN 2-221-07823-3)
- La Légende d'Henry Smart, [« A star called Henry »], trad. de, Paris, Éditions Denoël, coll. « Et d'ailleurs », 2000, 493 p.  (ISBN 2-207-25015-6)

La Trilogie de Barrytown
- The commitments, [« The commitments »], trad. d'Isabelle Delord-Philippe, Paris, Éditions Robert Laffont, coll. « Pavillons », 1996, 177 p.  (ISBN 2-221-08173-0)
- The snapper, [« The snapper »], trad. de Bernard Cohen, Paris, Éditions Robert Laffont, coll. « Pavillons », 1996, 247 p.  (ISBN 2-221-08174-9)
- The van, [« The van »],trad. de Isabelle Py Balibar, Paris, Éditions Robert Laffont, coll. « Pavillons », 1996, 343 p.  (ISBN 2-221-08175-7)

Paula Spencer
- La femme qui se cognait dans les portes, [« The woman who walked into doors »], trad. d'Isabelle Delord-Philippe, Paris, Éditions Robert Laffont, coll. « Pavillons », 1997, 275 p.  (ISBN 2-221-08548-5)
- Paula Spencer, [« Paula Spencer »], trad. d'Isabelle Delord-Philippe, Paris, Éditions Robert Laffont, coll. « Pavillons », 2012, 306 p.  (ISBN 978-2-221-11570-1)[7].
- N'importe où sauf ici, ["Threshold"],trad. d'Alice Zeniter, Éditions Au diable vauvert, 2022, 420 p.  (ISBN 979-10-307-0454-9).

Pour la jeunesse
- Rendez-vous au pub, [« Not just for Christmas »], trad. de, Paris, Éditions J'ai lu, coll. « Librio », 2000, 83 p.  (ISBN 2-290-30865-X)
- Opération farceuses, [« The giggler treatment »], ill. de Brian Ajhar, trad. de Marie Aubelle, Paris, Éditions Gallimard Jeunesse, 2001, 91 p.  (ISBN 2-07-054579-2)
- Qui peut sauver le Père Noël ?, [« Rover saves Christmas »], ill. de Brian Ajhar, trad. de Vanessa Rubio, Paris, Éditions Gallimard Jeunesse, 2002, 139 p.  (ISBN 2-07-053681-5)

## Prix et distinctions
- Prix Booker 1993 pour Paddy Clarke Ha Ha Ha
- Irish Book Awards 2008, catégorie Irish Children's Book – senior, pour Wilderness
- Prix littéraire des jeunes Européens 2011[8] pour The Snapper
- Finaliste Médaille Carnegie 2013[9] pour A Greyhound of a Girl
- Sélection 2022 pour le Prix commémoratif Astrid-Lindgren[1]

## Études sur l'auteur
- Alain Mouchel-Vallon,  : La réécriture de l'histoire dans les romans de Roddy Doyle, Dermot Bolger et Patrick McCabe, Thèse de doctorat. Université de Reims (2005)[10].
- Michael Cronin, 2006: The Barrytown Trilogy. (Ireland into Film 11) Cork: Cork University Press.
- Caramine White, 2001. Reading Roddy Doyle. New York: Syracuse University Press